# 797
| 797                |
| ------------------ |
| Dødsfald - Fødsler |
|                    |

| Gregoriansk kalender | 797 DCCXCVII            |
| Ab urbe condita      | 1550                    |
| Armensk kalender     | 246 ԹՎ ՄԽԶ              |
| Kinesiske kalender   | 3493 – 3494 丙子 – 丁丑 |
| Etiopisk kalender    | 789 – 790               |
| Jødisk kalender      | 4557 – 4558             |
| Hindukalendere       |                         |
| - Vikram Samvat      | 852 – 853               |
| - Shaka Samvat       | 719 – 720               |
| - Kali Yuga          | 3898 – 3899             |
| Iransk kalender      | 175 – 176               |
| Islamisk kalender    | 180 – 182               |

Se også 797 (tal)